# Catena sottomarina di Louisville
La catena sottomarina di Louisville  è una formazione montuosa sottomarina situata nella regione sud occidentale dell'Oceano Pacifico e costituita da una serie di più di 70 montagne sottomarine.

## Descrizione
La catena di Lousville ha avuto origine circa 80 milioni di anni fa dai movimenti della placca pacifica sopra il punto caldo di Louisville ed è oggi una delle catene sottomarine più lunghe del mondo dato che, partendo dalla dorsale Pacifico-Antartica, si estende verso nord ovest per più di 4.300 km fino alla fossa di Tonga ed alla fossa delle Kermadec, dove, in quanto parte della placca pacifica, subduce sotto la placca indo-australiana.
I primi dati relativi all'esistenza di questa catena sottomarina furono ottenuti con rilevazioni di scandaglio di profondità nel 1972 e la sua intera estensione fu poi mostrata, sei anni più tardi, dall'altimetro radar a bordo del satellite della NASA, SeaSat.

## Vulcani
Di seguito sono elencati alcuni dei vulcani presenti nella catena sottomarina:
- Burton Seamount
- Currituck Seamount
- Danseur Seamount
- Darvin Guyot
- Forde Seamount
- Louisville Seamount
- Osbourn Seamount
- Pierson Seamount
- Rumyantsev Seamount
- Seafox Seamount
- Trobriant Seamount
- Valerie Guyot
- Vostok Seamount